# Tommaso Morlino
Tommaso Morlino (Irsina, 26 agosto 1925 – Roma, 6 maggio 1983) è stato un giurista e politico italiano, presidente del Senato della Repubblica dal 9 dicembre 1982 fino alla sua morte. Fu tra gli ideatori del sistema regionale italiano e si annovera nella vasta schiera dei giuristi di origine aviglianese, alla pari di Emanuele Gianturco (1857–1907), i fratelli Nicola (1867–1913) e Leonardo Coviello (1869-1939), Nicola Stolfi (1877-1945), Giuseppe Claps (1897- 1936), Tommaso Masi (1879-1970) Aldo Morlino (1895-1990) e Franco Tedeschi (1931-1995).

## Biografia
Nato a Irsina, in provincia di Matera, il 26 agosto 1925, figlio unico di Giovan Battista Morlino, notaio di Avigliano, e Silvia Scardaccione, a sua volta figlia del barone di Sant'Arcangelo Giuseppe Scardaccione e sorella di Decio Scardaccione, politico e senatore democristiano, tra i maggiori esponenti della DC in Basilicata, ma anche economista, agronomo e professore all’Università degli Studi di Bari, con cui Morlino ebbe uno stretto rapporto per tutta la sua carriera politica.
Rimasto orfano poco più che adolescente, trascorse l’adolescenza prima nella casa materna di Sant’Arcangelo, nella provincia di Potenza, e poi a Napoli per gli studi liceali e universitari, dove frequentò la facoltà di giurisprudenza formandosi alla scuola di Giuseppe Capograssi, filosofo del diritto, giudice costituzionale e fondatore dell’Unione giuristi cattolici italiani. Laureatosi in giurisprudenza e scienze politiche nel 1946, due anni dopo, nel 1948, entrò nell'Avvocatura dello Stato, dove percorse tutta la carriera e ricoprì ruoli, fino a diventare, nel 1951, sostituto avvocato generale. La solida preparazione giuridica fu alla base del successivo impegno politico e culturale.
Nel secondo dopoguerra fu tra i fondatori della Democrazia Cristiana (DC) a Napoli e già nel 1945 divenne dirigente nazionale dei gruppi giovanili. La sua vocazione politica non passò, come per molti cattolici di quegli anni, attraverso i circoli giovanili dell’Azione Cattolica o la Federazione Universitaria Cattolica Italiana (FUCI), ma fu il riflesso di un istintivo impegno laico e civile, arricchito dalle suggestioni di quella rivoluzione cristiana che animava in misura speciale il pensiero di Giuseppe Dossetti.
Nel settembre 1951, in occasione di un convegno di studio del Movimento Giovanile della DC tenuto a Merano – nel quale, dopo l'uscita di scena di Dossetti, si sarebbero dovute definire le nuove strategie del partito – Morlino delineò un progetto che prevedeva la costituzione di un «partito-cantiere per la edificazione, dalla disgregazione della realtà italiana, di una società comunitaria e personalistica» da affidare ai nuovi quadri della DC, quelli della «terza generazione», periodico del Movimento Giovanile DC, a cui collaboravano giovani come Franco Maria Malfatti, Leopoldo Elia, Piero Pratesi, Ugo Pesce, accomunati dalle istanze del cattolicesimo democratico e antifascista).
Terminata l'esperienza dossettiana, Morlino aderisce alla nascita della corrente politica Iniziativa Democratica nel 1951, dove nel frattempo maturava la sua esperienza nel partito, divenendo vice-segretario provinciale della DC di Potenza e nel 1954 fu eletto nel Consiglio nazionale della DC, mentre nel 1955, con la nomina del conterraneo DC Emilio Colombo, anch'egli aderente a Iniziativa Democratica, a Ministro dell'agricoltura nel governo Segni I, Morlino venne messo a capo dell’Ufficio legislativo del Ministero dell'Agricoltura.
Dopo aver mancato l'elezione alla Camera dei deputati nella circoscrizione Potenza-Matera alle elezioni politiche del 1958, nel 1959 viene nominato presidente dell'Ente Maremma, costituito nel '51 in seguito all’approvazione della Riforma agraria. In questa veste fu chiamato a rappresentare gli enti di riforma alla Conferenza nazionale del mondo rurale e dell'agricoltura convocata dall'allora Presidente del Consiglio Amintore Fanfani.
Ricoprì numerosi incarichi, politici e istituzionali.
Nel 1959 entrò a far parte della direzione centrale della DC, dove fu chiamato a dirigere l’ufficio enti locali, che tenne fino al 1964, anno nel quale assunse la vicesegreteria nazionale del partito fino al 1965, membro della direzione nazionale e dirigente di diversi uffici del partito.

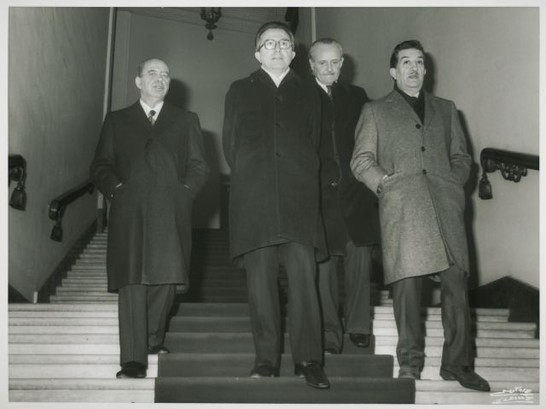
Morlino assieme a Giulio Andreotti, Alessandro Natta e Franco Evangelisti che vengono ricevuti dall'allora Presidente della Camera Pietro Ingrao

Eletto alle elezioni politiche del 1968 senatore della Repubblica, è stato sottosegretario di Stato al Ministero del bilancio e della programmazione economica dal 12 luglio 1973 al 23 novembre 1974 nei governi Rumor IV e V, Ministro per gli affari regionali dal 23 novembre 1974 al 12 febbraio 1976 nei governi Moro IV e V (in quest'ultimo governo ricoprì ad interim l'incarico di ministro per la Riforma della pubblica amministrazione), Ministro del bilancio e della programmazione economica, con l'interim delle Regioni, dal 30 luglio 1976 al 21 marzo 1979.
Tommaso Morlino, da Ministro per le Regioni, fu il principale artefice dell'attuazione dell'ordinamento regionale, che si concretò con l'approvazione della legge 22 luglio 1975 nº 382 e l'emanazione del D.P.R. 24 luglio 1977 n° 616, quest'ultimo redatto da una commissione presieduta da Massimo Severo Giannini insediata dallo stesso Morlino.
In qualità di Ministro del Bilancio e della programmazione economica, dove promosse la riforma del Bilancio statale, approvata con la legge 5 agosto 1978 nº 468, sostenendo l'utilità del nesso programma-bilancio, concorrendo in modo rilevante alla definizione delle norme trasfuse, tese al recupero di una guida programmata del governo dell’economia; inoltre, in un momento di grave crisi, s'impegnò per una «ripresa senza inflazione», predisponendo un programma triennale di sviluppo guidato dall’obiettivo di minore inflazione e più occupazione, e da quello di portare il lavoro là dove risiede la popolazione.
Morlino fece parte della corrente DC Morotea, detta anche Amici di Moro, vicini alle posizioni di Aldo Moro e che ne faceva capo, oltre a rappresentare una delle componenti di sinistra del partito.
Formatosi il quinto governo Andreotti tra DC, PSDI e PRI, con l'appoggio esterno del PSI, nel marzo 1979 divenne Ministro di grazia e giustizia, incarico che mantenne nel primo e secondo governo di Francesco Cossiga fino al 18 ottobre 1980, dove lo videro impegnato nella lotta contro il terrorismo e la criminalità organizzata, e toccò proprio a lui tuttavia dover comunicare, nella seduta del 12 febbraio 1980 alla Camera dei deputati, la notizia dell’assassinio del vicepresidente del Consiglio superiore della magistratura Vittorio Bachelet.
Durante l'VIII legislatura della Repubblica è stato vicepresidente del Senato, dal 21 gennaio 1981 all'8 dicembre 1982, e presidente del Senato della Repubblica, dal 9 dicembre 1982 fino al giorno della sua morte il 6 maggio 1983, avvenuta per un arresto cardiaco a Palazzo Giustiniani, mentre era in compagnia dei figli. È la seconda persona politica dell'Italia Repubblicana, dopo Ivanoe Bonomi, deceduta mentre ricopriva una delle quattro alte cariche dello Stato.
Riposa nel cimitero di Avigliano, città d'origine della sua famiglia. A lui è intitolata una delle piazze principali di Marsicovetere.